# مع حبي، سيمون
مع حبي، سيمون (بالإنجليزية: Love, Simon)‏: فيلم دراما وكوميديا أمريكي، صدر في عام 2018. ومن بطولة: نيك روبينسون، جينيفر غارنر، جوش دوهامل، كاثرين لانغفورد، الكسندرا شيب.
حاز الفيلم على تقييم إيجابي عند النقاد ونال تقييم 92% في موقع الطماطم الفاسدة، وحاز من الجماهير على 7.7 نجمة في موقع قاعدة بيانات الأفلام على الإنترنت (IMDB). وفي الاسبوع الأول من عرضه في الولايات المتحدة، حصل الفيلم على 37,544,267 مليون دولار، وجمع حول العالم 45 مليون دولار.

## القصة
كل شخص يستحق قصة الحب الخاصة به. لكن مع (سيمون)، الأمر مُعقد للغاية؛ فلا أحد يعلم أنه مثلي الجنس، كما أنه لا يعرف بعد زميله الذي وقع في غرامه من خلال شبكة الإنترنت.

## وصلات خارجية
- مع حبي، سيمون على موقع IMDb (الإنجليزية)
- مع حبي، سيمون على موقع ميتاكريتيك (الإنجليزية)
- مع حبي، سيمون على موقع روتن توميتوز (الإنجليزية)
- مع حبي، سيمون على موقع نتفليكس (الإنجليزية)
- مع حبي، سيمون على موقع ألو سيني (الفرنسية)
- مع حبي، سيمون على موقع Turner Classic Movies (الإنجليزية)
- مع حبي، سيمون على موقع أول موفي (الإنجليزية)
- مع حبي، سيمون على موقع بوكس أوفيس موجو (الإنجليزية)
- مع حبي، سيمون على موقع فيلمافينيتي (الإسبانية)
- مع حبي، سيمون على موقع قاعدة بيانات الفيلم (الإنجليزية)